# Ambassade de France en Guinée
L'ambassade de France en Guinée est la représentation diplomatique de la République française auprès de la république de Guinée et de la république de Sierra Leone. Elle est située à Conakry, capitale de la Guinée, et son ambassadeur est, depuis 2024, Luc Briard.

## Ambassade
L'ambassade est située sur l'avenue du Commerce, sur la presqu'île de Kaloum, à Conakry, près du Palais présidentiel et dans le secteur des ambassades. Elle accueille aussi une section consulaire.

## Histoire
L'ambassade de France a été créée en 1961, fermée en 1965 puis rouverte en 1975, après dix ans de rupture des relations diplomatiques entre les deux pays. Inaugurée officiellement en 1991 par Robert Thomas, ambassadeur de France en Guinée, le bâtiment a été conçu par l'architecte Guy Autran en tenant compte du climat tropical, alternant fortes précipitations et fortes chaleurs.

## Ambassadeurs de France en Guinée
| De                                 | À    | Ambassadeur               |
| ---------------------------------- | ---- | ------------------------- |
| 1959                               | 1959 | Francis Huré              |
| 1959                               | 1961 | Pierre Siraud             |
| 1961                               | 1964 | Jean-Louis Pons           |
| 1964                               | 1965 | Philippe Koenig           |
| Pas de représentation diplomatique |      |                           |
| 1975                               | 1979 | André Lewin               |
| 1979                               | 1984 | Yvon Omnès                |
| 1984                               | 1988 | Henri Rethoré             |
| 1988                               | 1991 | Robert Thomas             |
| 1991                               | 1994 | Jean-Pierre Guidon        |
| 1994                               | 1997 | Hadelin de La Tour du Pin |
| 1997                               | 1999 | Christophe Philibert      |
| 1999                               | 2003 | Denis Gauer               |
| 2003                               | 2005 | Bernadette Lefort         |
| 2005                               | 2009 | Jean-Michel Berrit        |
| 2009                               | 2012 | Jean Graebling            |
| 2012                               | 2016 | Bertrand Cochery          |
| 2016                               | 2020 | Jean-Marc Grosgurin       |
| 2020                               | 2024 | Marc Fonbaustier          |
| 2024                               | auj. | Luc Briard                |

## Relations diplomatiques
La France reconnaît la Guinée le 15 janvier 1959, quelques mois après l'accès à l'indépendance du 2 octobre 1958. Le général de Gaulle charge alors Francis Huré d'ouvrir une ambassade en Guinée, puisque le président, Sékou Touré, avait refusé d'adhérer à la Communauté créée par la Constitution de 1958, et d'étudier de près le jeune État africain en train de se mesurer aux problèmes de l'indépendance.
Les relations diplomatiques entre la France et la Guinée sont rompues de 1965 à 1975, le président Sékou Touré accusant la France de comploter pour renverser son régime. Durant ces années, le pays est isolé diplomatiquement, la plupart de ses voisins, comme la Côte d'Ivoire, la Haute-Volta, le Niger et le Sénégal, ayant rompu eux aussi toute relation avec la Guinée.

## Consulats
La France n'a pas de représentation diplomatique permanente en Sierra Leone, pays frontalier au sud de la Guinée ; l'ambassadeur de France en Guinée est donc aussi accrédité auprès de la République de Sierra Leone. Une antenne diplomatique existe toutefois à Freetown, capitale de la Sierra Leone, et un chargé d'affaires y est affecté.

### Communauté française
Au 31 décembre 2020, 2 135 Français sont inscrits sur les registres consulaires à Conakry.
| 2001  | 2002  | 2003  | 2004  |
| ----- | ----- | ----- | ----- |
| 2 497 | 2 564 | 2 697 | 2 546 |

| 2005  | 2006  | 2007  | 2008  |
| ----- | ----- | ----- | ----- |
| 2 559 | 2 862 | 2 147 | 2 245 |

| 2009  | 2010  | 2011  | 2012  |
| ----- | ----- | ----- | ----- |
| 2 227 | 2 158 | 2 379 | 2 604 |

| 2013  | 2014  | 2015  | 2016  |
| ----- | ----- | ----- | ----- |
| 2 839 | 2 958 | 3 026 | 2 949 |

| 2017  | 2018  | 2019  | 2020  |
| ----- | ----- | ----- | ----- |
| 2 837 | 2 634 | 2 411 | 2 135 |

| 2021  | - | - | - |
| ----- | - | - | - |
| 2 121 | - | - | - |

### Circonscriptions électorales
Depuis la loi du 22 juillet 2013 réformant la représentation des Français établis hors de France avec la mise en place de conseils consulaires au sein des missions diplomatiques, les ressortissants français d'une circonscription recouvrant la Guinée et la Sierra Leone élisent pour six ans trois conseillers consulaires. Ces derniers ont trois rôles : 
1. ils sont des élus de proximité pour les Français de l'étranger ;
2. ils appartiennent à l'une des quinze circonscriptions qui élisent en leur sein les membres de l'Assemblée des Français de l'étranger ;
3. ils intègrent le collège électoral qui élit les sénateurs représentant les Français établis hors de France.

Pour l'élection à l'Assemblée des Français de l'étranger, la Guinée et la Sierra Leone appartenaient jusqu'en 2014 à la circonscription électorale de Dakar, comprenant aussi le Cap-Vert, la Gambie, la Guinée-Bissau et le Sénégal, et désignant quatre sièges. La Guinée et la Sierra Leone appartiennent désormais à la circonscription électorale « Afrique occidentale » dont le chef-lieu est Dakar et qui désigne quatre de ses 26 conseillers consulaires pour siéger parmi les 90 membres de l'Assemblée des Français de l'étranger.
Pour l'élection des députés des Français de l’étranger, la Guinée et la Sierra Leone dépendent de la 9e circonscription.